# سارا دانیوس
سارا ماریا دانیوس (به سوئدی: Sara Maria Danius) (۵ آوریل ۱۹۶۲ - ۱۲ اکتبر ۲۰۱۹) فیلسوف، استاد، و منتقد ادبی اهل سوئد بود.
دانیوس در سال ۲۰۱۳ به عضویت آکادمی سوئد انتخاب شد و کرسی شماره ۷ این آکادمی را دراختیار گرفت. او در اول ژوئن سال ۲۰۱۵ به دبیری آکادمی رسید. در سال ۲۰۱۸ و در پی انتقادهایی به نحوهٔ برخورد آکادمی با رسوایی اخلاقیِ همسر یکی از اعضا، از سمت خود استعفا و آکادمی را ترک کرد.
دانیوس در ۱۲ اکتبر ۲۰۱۹ بعد از چند سال درگیری با عوارض بیماری سرطان پستان درگذشت. 